# جاي تي ويل
جاي تي ويل (بالإنجليزية: Jay T. Will)‏ هو لاعب كاراتيه أمريكي، ولد في 10 مارس 1942 في كولومبوس في الولايات المتحدة، وتوفي في 15 مارس 1995 في أتلانتا في الولايات المتحدة.

## وصلات خارجية
- جاي تي ويل على موقع IMDb (الإنجليزية)